# Атрофия кожи
Атрофия кожи (греч. ατροφια, лат. atrophia — голодаю, худею, чахну) — необратимое изменение кожи, характеризующееся уменьшением её объёма, а также качественными изменениями её ткани, особенно эластических волокон.

## Классификация
Атрофия кожи бывает:
- физиологическая
- патологическая

### Физиологическая атрофия
Физиологическая атрофия развивается в результате возрастной инволюции организма — старческая атрофия кожи. При этом наблюдаются (преимущественно на открытых участках) истончение и потеря эластичности кожи, она становится сухой, легко собирается в складки, которые долго не расправляются, образуются морщины; кожа приобретает красноватый или перламутрово-белый цвет, сквозь неё просвечивает венозная сеть.

### Патологическая атрофия
Патологическая атрофия кожи возникает в результате нарушения метаболизма в коже и снижения активности цитоплазматических ферментов. Патологическая атрофия может быть первичной и вторичной, врождённой и приобретенной, диффузной и ограниченной.
- первичная атрофия

Первичная атрофия кожи чаще отмечается у женщин. Развитию атрофии могут способствовать эндокринные сдвиги в организме (например, при беременности, ожирении и др.) и заболевания ЦНС. Атрофический процесс может быть диффузным, диссеминированным и ограниченным. При диффузном процессе поражаются обширные участки кожи, например, кожа верхних и нижних конечностей при атрофическом хроническом акродерматите. В случае диссеминированного процесса атрофические участки кожи размером до нескольких сантиметров разбросаны по неизмененной коже, при этом они могут западать или грыжеподобно выступать над окружающей здоровой кожей (анетодермия).
- вторичная атрофия

Вторичная атрофия кожи развивается обычно на месте предшествующего поражения кожи при различных заболеваниях (лепре, туберкулёзе, сифилисе, красной волчанке, фавусе и др.).

## Лечение
В настоящее время лечение атрофии кожи не разработано.

## Профилактика
Предупреждение развития вторичной атрофии кожи заключается в лечении основного (предшествующего) заболевания.